# Josef Dessauer

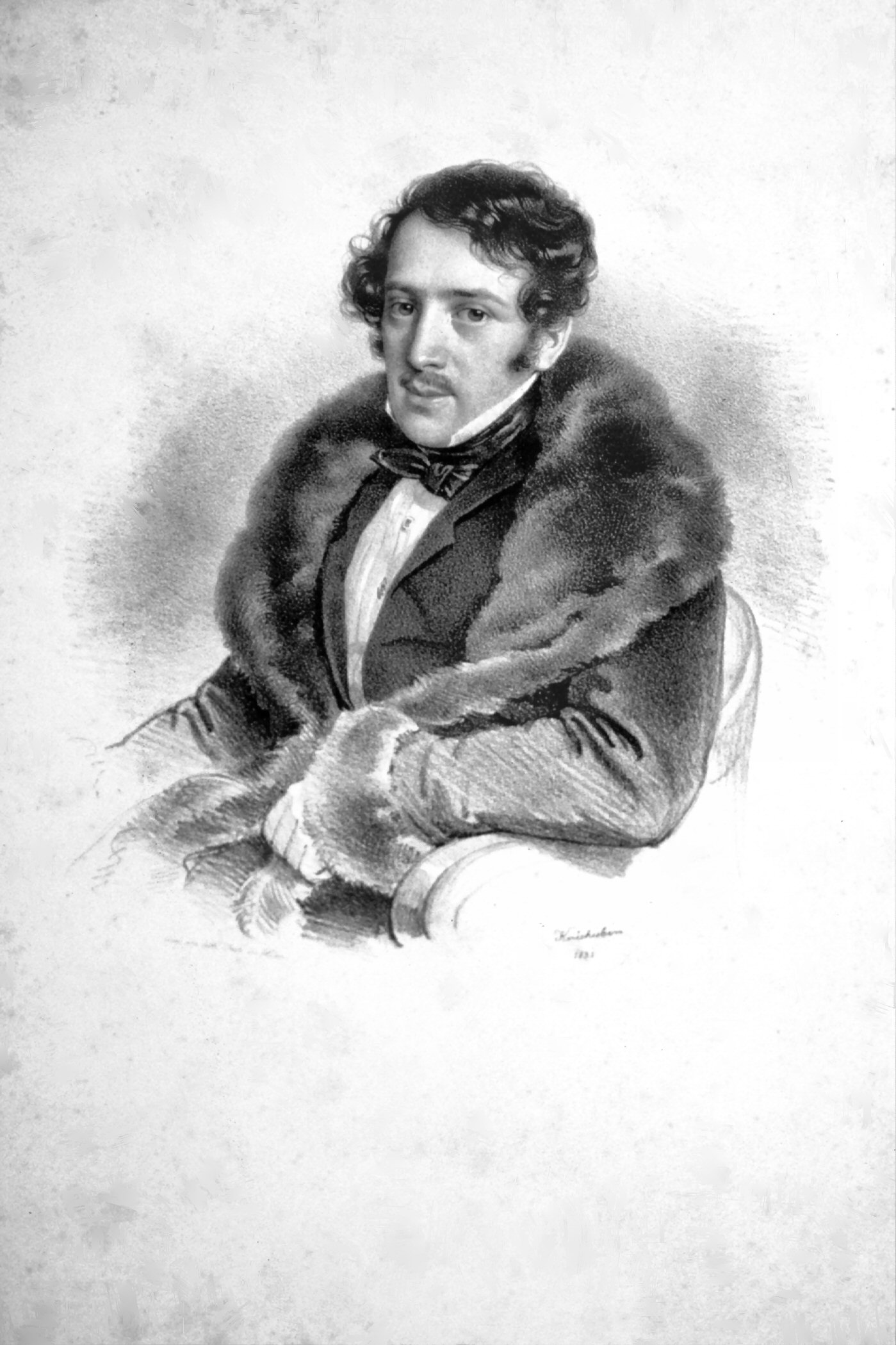
Josef Dessauer, litografia di Josef Kriehuber, 1831.

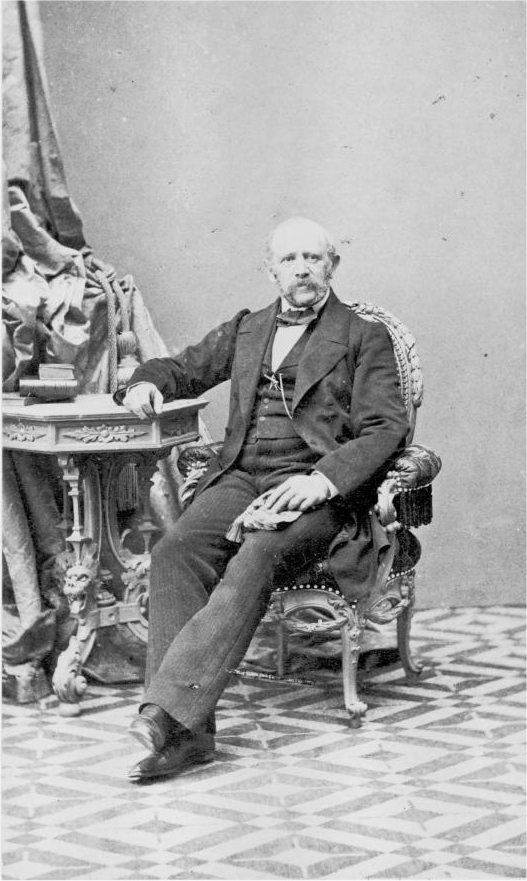
Fotografia di Ludwig Angerer

Josef Dessauer, battezzato con il nome di Siegmund (Praga, 28 maggio 1798 – Mödling, 8 luglio 1876), è stato un compositore e pianista austriaco.

## Biografia
Di origine ebrea di Boemia (Impero austriaco), era figlio del mercante praghese Aron Dessauer che nel 1817 si convertì al cattolicesimo. La madre Sara era figlia del mercante berlinese Levin Hertz.
Dopo gli studi presso Friedrich Dionys Weber e Václav Jan Křtitel Tomášek, intraprese numerosi viaggi che lo portarono in Italia, in Francia e in Inghilterra, trattenendosi sempre per brevi periodi a Vienna, città in cui risiedette stabilmente a partire dal 1835. Prese parte all'intensa vita musicale e intellettuale della capitale austriaca e fu in rapporti amichevoli con quasi tutti i grandi musicisti del suo tempo: Rossini, Schubert, Berlioz, Mendelssohn, Liszt e Chopin, per citare i più noti.

## Opera
Oltre alle opere "Lidwinna" (1836), "Ein Besuch in St. Cyr" (1838), "Paquita" (1851) e "Dominga" (1860), scrisse numerose opere vocali e strumentali. La sua musica, che mostra le diverse influenze dei suoi numerosi viaggi, ebbe grande successo durante la vita dell'autore.